# Furbaz
Furbaz (rätoromanisch Lausbuben) ist eine Schweizer Gesangsgruppe und war Teilnehmer am Eurovision Song Contest 1989.

## Geschichte
Die Gruppe wurde 1983 im Kloster Disentis im Kanton Graubünden gegründet und spielt Schlager in rätoromanischer Sprache. Ab 1987 versuchte die Gruppe insgesamt dreimal, sich beim Eurovision Song Contest zu platzieren. 1989 gelang es, und die Gruppe trat in der Stadt Lausanne auf, da ein Jahr zuvor Céline Dion den Sieg in die Schweiz brachte. Ihr Schlager Viver senza tei (dt.: Ohne dich leben) landete auf dem 13. von 22 Plätzen. Der Titel blieb der bislang einzige Eurovisions-Beitrag in rätoromanischer Sprache.
Für die Alben Sentiments, Messadi da Nadal und Nadal – Das grosse Weihnachtsfest erhielten sie in der Schweiz jeweils eine Goldene Schallplatte.
Nach einer längeren Pause in den 1990er-Jahren reformierte sich die Band 2004 und nahm ein Weihnachtsalbum auf. Zwei weitere folgten, denn die Gruppe legte ihren Fokus verstärkt auf Weihnachtsmusik.

## Diskografie

### Alben
- 1988: Sentiments
- 1990: Nadal
- 2005: Weihnachten – Nadal – Christmas – Noël – Natale
- 2009: Messadi Da Nadal – Die Schönsten Weihnachtslieder
- 2013: Nadal – Das Grosse Weihnachtsfest
- 2015: Fiasta da Nadal – Live

### Singles
- 1987: Da Cumpignia
- 1988: La Canzun
- 1988: Sentiments
- 1989: Viver Senza Tei
- 1989: Vacanzas
- 2010: Ewigi Liebi

## Auszeichnungen
- 1990: Publikumspreis des Prix Walo als Publikumsliebling des Jahres 1989
- 2014: Publikumspreis des Prix Walo als Publikumsliebling des Jahres 2013